# 肖鎮區 (阿肯色州薩林縣)
肖鎮區（英語：Shaw Township）是位於美國阿肯色州薩林縣的一個行政鎮區。

## 地方資料
肖鎮區的面積為51.46平方千米，當中陸地面積為51.45平方千米，而水域面積為0.01平方千米。根據2010年美國人口普查的數據，當地共有人口1369人，而人口密度為每平方千米26.6人。